# Christian Jung
Christian Jung (nascido em 22 de dezembro de 1977) é um político alemão. Nasceu em Heidelberg, Baden-Württemberg, e representa o Partido Democrático Livre (FDP). Christian Jung é membro do Bundestag do estado de Baden-Württemberg desde 2017.